# Кирнарський Марко Абрамович
Марко Абрамович Кирна́рський (рос. Марк Абрамович Кирнарский; 4 червня 1893, Погар — пом. березень 1942, Ленінград) — радянський графік, ілюстратор; член товариства «Громада художників» з 1924 року та Спілки художників СРСР.

## Біографія
Народився 23 травня [4 червня] 1893 року в містечку Погарі Чернігівської губернії Російської імперії (нині селище міського типу Брянської області, Росія) в сім'ї купця. Впродовж 1912—1913 років навчався у Вищій спеціальній архітектурній школі в Парижі, у 1917—1919 роках — в Петербурзької академії мистецтв у Івана Фоміна, у 1919—1922 роках — в художньо-графічних майстернях Української академії мистецтв у Києві у Георгія Нарбута.
1922 року переїхав до Петрограда. Співпрацював із низкою видавництв, зокрема письменників у Ленінграді, «Врємя», Держвидавом РСФРР. Помер під час блокади Ленінграда, в березні 1942 року.

## Творчість
Оформив 
журнали
- «Гроно» групи Гроно (Київ, 1920);
- «Шляхи мистецтва» (1922);

книги
- «Кобзар» Тараса Шевченка (Київ, 1921);
- «Перша в'язочка бубличків» (Київ, 1921);
- «Село и революция» Михайла Калініна (1926);
- «Силуэты Нарбута» Еріха Голлербаха (1926);
- «Неизданные стихи» Олександра Блока (1927);
- збірки віршів «Маяковскому» (Ленінград, 1931), «Из шести книг» Анни Ахматової (Ленінград, 1940).

Автор обкладинок

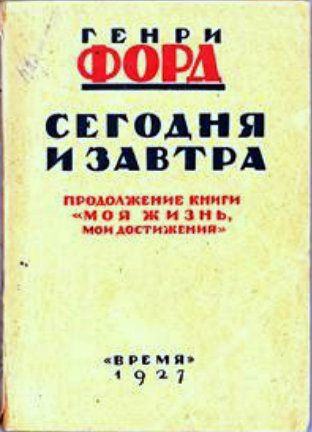
обкладинка книги «Сегодня и завтра».

- першого видання Конституції РСФРР (1918);
- книги «Сегодня и завтра» Генрі Форда (Ленинград, 1927);

З 1924 року працював як майстер художнього шрифту. У 1925 році брав участь в Державному конкурсі на оформлення творів Володимира Леніна. Оформив видання творів Тараса Шевченка (1929), Михайла Коцюбинського (1929), Івана Карпенка-Карого (Київ; Харків, 1929—1931, томи 1–6).

### Виставки
Вперше взяв участь у виставці в Києві у 1921 році, на Осінній виставці Української академії мистецтв. У 1923 році — виставлявся на Виставці картин петроградських художників усіх напрямків. У 1927 році брав участь у виставці «Мистецтво книги» у Лейпцигу; у 1929 році брав участь у П'ятій міжнародній виставці художніх книжкових знаків в Лос-Анджелесі; в 1931 році брав участь у виставці «Мистецтво книги» в Парижі. У 1938 році в Ленінградській спілці радянських художників пройшла персональна виставка  художника і його творчий вечір.